# Nemesvarbók
Nemesvarbók (szlovákul: Zemiansky Vrbovok) község Szlovákiában, a Besztercebányai kerületben, a Korponai járásban.

## Fekvése
Korponától 10 km-re délkeletre, a Varbók patak völgyében fekszik.

## Története
A falut 1285-ben említik először "Worbuch Noua" alakban. A csábrági váruradalomhoz, majd a bozóki apátsághoz tartozott. A falut régen Korpásvarbóknak nevezték és a 16. században mindössze egy majorból állt, amelyet a Bory család birtokolt. Amint arra a neve is utal, lakói nagyrészt köznemesek voltak. 1715-ben 11 lakott és ugyanennyi lakatlan portája állt. 1720-ban 6 adózó háztartása volt. 1828-ban 45 házában 271 lakos élt. Lakói főként mezőgazdaságból éltek.
Vályi András szerint "Csábrág Varbók. Ketske Varbók, Korpás Varbók. Tót faluk Hont Várm. Csábrág Varbóknak földes Ura Gr. Koháry Uraság, fekszik Csálhoz közel, mellynek filiája; Ispotállya is vagyon; a’ más kettőnek pedig földes Ura a’ Tudom. Kintstár; fekszenek Szenográdhoz nem meszsze, lakosai katolikusok, ’s másfélék is; határbéli fölgyeik középszerűek, mint vagyonnyaik is."
Fényes Elek szerint "Varbók (Korpás), Honth m. tót falu, 37 kath. 230 evang. lak. Mind a két Varbók határa kősziklás, sovány s a bozóki uradalomban feküsznek."
A trianoni békeszerződésig Hont vármegye Korponai járásához tartozott.

## Népessége
| Év:            | 1994. | 2004.    | 2014.   | 2024.    |
| -------------- | ----- | -------- | ------- | -------- |
| Emberek száma: | 156   | 103      | 95      | 78       |
| Eltérés:       |       | -33,97 % | -7,76 % | -17,89 % |

| Év:            | 2023. | 2024. |
| -------------- | ----- | ----- |
| Emberek száma: | 78    | 78    |
| Eltérés:       |       | +0 %  |

1880-ban 232 lakosából 4 magyar, 8 német és 211 szlovák anyanyelvű volt. Ebből 185 evangélikus, 33 római katolikus és 14 izraelita vallású volt.
1890-ben 242 lakosából 16 német és 226 szlovák anyanyelvű volt. Ebből 190 evangélikus, 37 római katolikus és 15 izraelita vallású volt.
1900-ban 268 lakosából 11 magyar, 1 német és 256 szlovák anyanyelvű volt. Ebből 215 evangélikus, 49 római katolikus és 4 izraelita vallású volt.
1910-ben 260 lakosából 8 magyar, 2 német és 250 szlovák anyanyelvű volt. Ebből 214 evangélikus, 40 római katolikus, 4 izraelita és 2 református vallású volt.
1921-ben 306 lakosából 305 csehszlovák és 1 állampolgárság nélküli volt. Ebből 255 evangélikus és 51 római katolikus vallású volt.
1930-ban 286 lakosa mind csehszlovák volt. Ebből 221 evangélikus és 65 római katolikus vallású volt.
1970-ben 241 lakosából 1 cseh és 240 szlovák volt.
1980-ban 191 lakosából 1 cseh, 189 szlovák és 1 ismeretlen nemzetiségű volt.
1991-ben 174 lakosa mind szlovák volt. 
2001-ben 117 lakosa mind szlovák volt.
2011-ben 105 lakosából 98 szlovák és 7 ismeretlen nemzetiségű volt.

## Nevezetességei
- Evangélikus templom.
- A faluban még látható néhány régi nemesi udvarház.
- Területén egy bizánci kereskedő 7. században elrejtett ezüstkincseit tárták fel.

## Híres emberek
- Itt született Plachy András (1755–1810) evangélikus lelkész, író, lapszerkesztő, gimnáziumi igazgató.